# Wahlkreise in der Republik China (Taiwan)
Das gesetzgebende Verfassungsorgan der Republik China (Taiwan), der Legislativ-Yuan, besteht seit 2007 aus 113 Abgeordneten. Davon werden 73 Abgeordnete in ebensovielen Wahlkreisen in relativer Mehrheitswahl gewählt.

## Hintergrund
Seit dem 13. November 2007 ist das Gebiet der Republik China (Taiwan) in 73 Wahlkreise untergliedert. Im Januar 2019 erfolgten kleinere Änderungen der Wahlkreisgrenzen in Taichung, Tainan, Kaohsiung und in den Landkreisen Hsinchu und Pingtung.

## Wahlkreise
Die Wahlkreisgrenzen verlaufen meist entlang der Gemeindegrenzen. Die Landgemeinden (鄉,  Xiāng) und Stadtgemeinden (鎮,  Zhèn) gehören ungeteilt zu jeweils einem Wahlkreis. Einzelne bevölkerungsreiche Stadtbezirke (區,  Qū) sind auf zwei Wahlkreise verteilt, d. h. hier gehören verschiedene Stadtteile (里,  Li) zu verschiedenen Wahlkreisen.
| Wahlkreis                    | Einwohner (2020) | Fläche   | Ew./km²   | Wahlkreisgebiet | Karte | Ref.                |
| ---------------------------- | ---------------- | -------- | --------- | --- | ----- | ------------------- |
| Stadt Kaohsiung 1 高雄市1    | 222.799          | 2.394,69 | 93,04     | Tauyuan, Namaxia, Jiaxian, Liugui, Shanlin, Neimen, Qishan, Meinong, Maolin, Alian, Tianliao, Yanchao, Dashu, Dashe                                                                               |       | [ 4 ] [ 5 ]         |
| Stadt Kaohsiung 2 高雄市2    | 260.269          | 207,23   | 1.255,94  | Qieding, Hunei, Luzhu, Yongan, Gangshan, Mituo, Ziguan, Qiaotou |       | [ 4 ] [ 5 ]         |
| Stadt Kaohsiung 3 高雄市3    | 304.481          | 45,21    | 6.734,82  | Nanzi, Zuoying |       | [ 4 ] [ 5 ]         |
| Stadt Kaohsiung 4 高雄市4    | 261.093          | 164,00   | 1.592,03  | Renwu, Niaosong, Daliao, Linyuan |       | [ 4 ] [ 5 ]         |
| Stadt Kaohsiung 5 高雄市5    | 303.844          | 21,14    | 14.372,94 | Sanmin, Lingya (8 Li) |       | [ 4 ] [ 5 ] [ 6 ]   |
| Stadt Kaohsiung 6 高雄市6    | 317.268          | 26,80    | 11.838,36 | Gushan, Yancheng, Qianjin, Xinxing, Lingya (61 Li) |       | [ 4 ] [ 5 ] [ 6 ]   |
| Stadt Kaohsiung 7 高雄市7    | 290.775          | 26,76    | 10.866,03 | Fengshan |       | [ 4 ] [ 5 ]         |
| Stadt Kaohsiung 8 高雄市8    | 305.923          | 66,03    | 4.633,09  | Qijin, Qianzhen, Siaogang |       | [ 4 ] [ 5 ]         |
| Landkreis Hualien 花蓮縣     | 197.162          | 4.628,57 | 42,60     | Landkreis Hualien |       | [ 5 ] [ 7 ]         |
| Stadt Keelung 基隆市         | 303.637          | 132,76   | 2.287,11  | Keelung |       | [ 5 ] [ 8 ]         |
| Stadt Chiayi 嘉義市          | 213.240          | 60,03    | 3.552,22  | Chiayi |       | [ 5 ] [ 9 ]         |
| Landkreis Chiayi 1 嘉義縣1   | 199.857          | 524,77   | 380,85    | Lioujiao, Dongshi, Puzi, Taibao, Budai, Yizhu, Lucao, Shuishang |       | [ 5 ] [ 10 ]        |
| Landkreis Chiayi 2 嘉義縣2   | 222.860          | 1.378,86 | 161,63    | Xikou, Dalin, Meishan, Xingang, Minxiong, Zhuqi, Zhongpu, Fanlu, Alishan, Dapu |       | [ 5 ] [ 10 ]        |
| Landkreis Kinmen 金門縣      | 119.092          | 151,66   | 785,26    | Kinmen |       | [ 5 ] [ 11 ]        |
| Landkreis Lianjiang 連江縣   | 10.583           | 28,80    | 367,47    | Matsu-Inseln |       | [ 5 ] [ 12 ]        |
| Landkreis Miaoli 1 苗栗縣1   | 206.005          | 526,26   | 391,45    | Zhunan, Houlong, Zaoqiao, Tongxiao, Xihu, Tongluo, Sanyi, Yuanli |       | [ 5 ] [ 13 ]        |
| Landkreis Miaoli 2 苗栗縣2   | 231.819          | 1.294,06 | 179,14    | Toufen, Sanwan, Nanzhuang, Miaoli, Gongguan, Tongxiao, Dahu, Shitan, Zhuolan, Tai’an |       | [ 5 ] [ 13 ]        |
| Landkreis Nantou 1 南投縣1   | 188.443          | 1.983,52 | 95,00     | Puli, Caotun, Zhongliao, Yuchi, Guoxing, Ren’ai |       | [ 5 ] [ 14 ]        |
| Landkreis Nantou 2 南投縣2   | 202.828          | 1.875,58 | 108,14    | Nantou, Mingjian, Jiji, Zhushan, Lugu, Shuili, Xinyi |       | [ 5 ] [ 14 ]        |
| Landkreis Penghu 澎湖縣      | 87.287           | 126,86   | 688,06    | Penghu-Inseln |       | [ 5 ] [ 15 ]        |
| Landkreis Pingtung 1 屏東縣1 | 323.633          | 1.022,40 | 316,54    | Ligang, Gaoshu, Sandimen, Wutai, Jiuru, Yanpu, Changzhi, Neipu, Majia, Pingtung, Linluo |       | [ 5 ] [ 16 ]        |
| Landkreis Pingtung 2 屏東縣2 | 317.010          | 1.753,20 | 180,82    | Wandan, Taiwu, Zhutian, Wanluan, Chaozhou, Xinyuan, Kanding, Nanzhou, Xinpi, Laiyi, Donggang, Linbian, Jiadong, Fangliao, Chunri, Fangshan, Shizi, Mudan, Checheng, Manzhou, Hengchun, Xiaoliuqiu |       | [ 5 ] [ 16 ]        |
| Stadt Taipeh 1 臺北市1       | 275.438          | 61,71    | 4.463,43  | Beitou, Shilin (13 Li) |       | [ 5 ] [ 17 ] [ 18 ] |
| Stadt Taipeh 2 臺北市2       | 265.434          | 62,02    | 4.279,81  | Datong, Shilin (38 Li) |       | [ 5 ] [ 17 ] [ 18 ] |
| Stadt Taipeh 3 臺北市3       | 288.875          | 21, Jan  | 13.749,41 | Zhongshan, Songshan (20 Li) |       | [ 5 ] [ 17 ] [ 19 ] |
| Stadt Taipeh 4 臺北市4       | 324.765          | 53,42    | 6.079,46  | Neihu, Nangang |       | [ 5 ] [ 17 ]        |
| Stadt Taipeh 5 臺北市5       | 244.748          | 14,14    | 17.308,91 | Wanhua und Zhongzheng (21 Li) |       | [ 5 ] [ 17 ] [ 20 ] |
| Stadt Taipeh 6 臺北市6       | 243.908          | Nov 36   | 21.470,77 | Da’an |       | [ 5 ] [ 17 ]        |
| Stadt Taipeh 7 臺北市7       | 244.536          | 15,64    | 15.635,29 | Bezirke Xinyi und Songshan (13 Li) |       | [ 5 ] [ 17 ] [ 19 ] |
| Stadt Taipeh 8 臺北市8       | 254.363          | 33,83    | 7.518,86  | Wenshan, Zhongzheng (10 Li) |       | [ 5 ] [ 17 ] [ 20 ] |
| Landkreis Taitung 臺東縣     | 117.051          | 3.515,25 | 33,30     | Landkreis Taitung |       | [ 5 ] [ 21 ]        |
| Stadt Tainan 1 臺南市1       | 250.801          | 716,77   | 349,90    | Houbi, Baihe, Beimen, Xuejia, Yanshui, Xinying, Liuying, Dongshan, Jiangjun, Xiaying, Liujia |       | [ 5 ] [ 22 ]        |
| Stadt Tainan 2 臺南市2       | 254.746          | 924,82   | 275,45    | Qigu, Jiali, Madou, Guantian, Shanhua, Danei, Yujing, Nanxi, Xigang, Anding, Shanshan, Zuozhen, Nanhua                                                                                            |       | [ 5 ] [ 22 ]        |
| Stadt Tainan 3 臺南市3       | 263.159          | 117,64   | 2.236,99  | Annam, Tainan-Nordbezirk |       | [ 5 ] [ 22 ]        |
| Stadt Tainan 4 臺南市4       | 254.823          | 150,14   | 1.697,24  | Xinshi, Yongkang, Xinhua |       | [ 5 ] [ 22 ]        |
| Stadt Tainan 5 臺南市5       | 265.703          | 48,70    | 5.455,91  | Anping, Tainan-Zentrum-Westbezirk, Tainan-Südbezirk, Tainan-Ostbezirk (16 Ortsteile)[v] |       | [ 5 ] [ 6 ] [ 22 ]  |
| Stadt Tainan 6 臺南市6       | 256.866          | 233,09   | 1.102,00  | Rende, Guiren, Guanmiao, Longqi, (9 Ortsteile)[w] |       | [ 5 ] [ 6 ] [ 22 ]  |
| Taichung 1 臺中市1           | 218.024          | 209,11   | 1.042,63  | Dajia, Da’an, Waipu, Qingshui, Wuqi |       | [ 5 ] [ 23 ]        |
| Taichung 2 臺中市2           | 291.122          | 256,98   | 1.132,86  | Shalu, Longjing, Dadu, Wuri, Wufeng |       | [ 5 ] [ 23 ]        |
| Taichung 3 臺中市3           | 255.442          | 152,25   | 1.677,78  | Houli, Shengang, Daya, Tanzi |       | [ 5 ] [ 23 ]        |
| Taichung 4 臺中市4           | 310.726          | 71,10    | 4.370,27  | Xitun, Nantun |       | [ 5 ] [ 23 ]        |
| Taichung 5 臺中市5           | 343.364          | 69,64    | 4.930,56  | Beitun, Taichung-Nordbezirk |       | [ 5 ] [ 23 ]        |
| Taichung 6 臺中市6           | 268.406          | 22,68    | 11.834,48 | Taichung-Ostbezirk, Taichung-Südbezirk, Taichung-Zentrum, Taichung-Westbezirk |       | [ 5 ] [ 23 ]        |
| Taichung 7 臺中市7           | 319.162          | 149,62   | 2.133,15  | Taiping, Dali |       | [ 5 ] [ 23 ]        |
| Taichung 8 臺中市8           | 211.362          | 1.283,51 | 164,67    | Fengyuan, Shigang, Dongshi, Xinshe, Heping |       | [ 5 ] [ 23 ]        |
| Stadt Taoyuan 1 桃園市1      | 311.150          | 155,77   | 1.997,50  | Luzhu, Guishan, Taoyuan (Bezirk) (13 Li) |       | [ 5 ] [ 6 ] [ 24 ]  |
| Stadt Taoyuan 2 桃園市2      | 296.132          | 349,51   | 847,28    | Yangmei, Xinwu, Guanyin, Dayuan |       | [ 5 ] [ 24 ]        |
| Stadt Taoyuan 3 桃園市3      | 283.912          | 71,86    | 3.950,90  | Zhongli (73 Li) |       | [ 24 ] [ 25 ]       |
| Stadt Taoyuan 4 桃園市4      | 284.490          | 26,16    | 10.875,00 | Bezirk Taoyuan (66 Li) |       | [ 5 ] [ 24 ]        |
| Stadt Taoyuan 5 桃園市5      | 271.396          | 122,99   | 2.206,65  | Pingzhen, Longtan |       | [ 5 ] [ 24 ]        |
| Stadt Taoyuan 6 桃園市6      | 270.879          | 494,01   | 548,33    | Bade, Daxi, Fuxing, Zhongli (12 Li) |       | [ 6 ] [ 24 ] [ 25 ] |
| Stadt Neu-Taipeh 1 新北市1   | 355.104          | 300,72   | 1.180,85  | Shimen, Sanzhi, Danshui, Bali, Linkou, Taishan |       | [ 5 ] [ 26 ]        |
| Stadt Neu-Taipeh 2 新北市2   | 288.592          | 44,31    | 6.513,02  | Wugu, Luzhou, Sanchong (16 Li) |       | [ 5 ] [ 26 ] [ 27 ] |
| Stadt Neu-Taipeh 3 新北市3   | 262.709          | 14,31    | 18.358,42 | Sanchong (103 Li) |       | [ 26 ] [ 27 ]       |
| Stadt Neu-Taipeh 4 新北市4   | 293.428          | 17,55    | 16.719,54 | Xinzhuang (75 li)[i] |       | [ 26 ] [ 28 ]       |
| Stadt Neu-Taipeh 5 新北市5   | 251.452          | 56,45    | 4.454,42  | Shulin, Yingge, Xinzhuang (9 Li) |       | [ 5 ] [ 26 ] [ 28 ] |
| Stadt Neu-Taipeh 6 新北市6   | 216.250          | 10,02    | 21.581,84 | Banqiao (65 Li) |       | [ 26 ] [ 29 ]       |
| Stadt Neu-Taipeh 7 新北市7   | 233.095          | 13,18    | 17.685,51 | Banqiao (61 Li) |       | [ 26 ] [ 29 ]       |
| Stadt Neu-Taipeh 8 新北市8   | 285.606          | 17,21    | 16.595,35 | Zhonghe (76 Li) |       | [ 26 ] [ 30 ]       |
| Stadt Neu-Taipeh 9 新北市9   | 241.303          | Jul 67   | 31.460,63 | Yonghe, Zhonghe (17 li)[n] |       | [ 5 ] [ 26 ] [ 30 ] |
| Stadt Neu-Taipeh 10 新北市10 | 282.441          | 221,01   | 1.277,96  | Tucheng, Sanxia |       | [ 5 ] [ 26 ]        |
| Stadt Neu-Taipeh 11 新北市11 | 291.485          | 777,12   | 375,08    | Xindian, Shenkeng, Shidian, Pinglin, Wulai |       | [ 5 ] [ 26 ]        |
| Stadt Neu-Taipeh 12 新北市12 | 259.761          | 572,12   | 454,03    | Xizhi, Jinshan, Wanli, Ruifang, Pingxi, Shuangxi, Gongliao |       | [ 5 ] [ 26 ]        |
| Stadt Hsinchu 新竹市         | 340.854          | 104,15   | 3.272,72  | Hsinchu |       | [ 5 ] [ 31 ]        |
| Landkreis Hsinchu 1 新竹縣1  | 205.119          | 913,13   | 224,63    | Xinfeng, Hukou, Xinpu, Qionglin, Guanxi, Jianshi, Zhubei (12 Li) |       | [ 5 ] [ 6 ] [ 32 ]  |
| Landkreis Hsinchu 2 新竹縣2  | 215.236          | 514,41   | 418,41    | Zhudong, Baoshan, Beipu, Emei, Hengshan, Wufeng, Zhubei (19 Li) |       | [ 5 ] [ 6 ] [ 32 ]  |
| Landkreis Yilan 宜蘭縣       | 362.603          | 2.143,63 | 169,15    | Landkreis Yilan |       | [ 5 ] [ 33 ]        |
| Landkreis Yunlin 1 雲林縣1   | 278.458          | 681,07   | 408,85    | Mailiao, Taixi, Dongshi, Baozhong, Tuku, Huwei, Sihu, Yuanzhang, Kouhu, Shuilin, Beigang |       | [ 5 ] [ 34 ]        |
| Landkreis Yunlin 2 雲林縣2   | 283.554          | 609,77   | 465,02    | Lunbei, Erlun, Xiluo, Citong, Linnei, Douliu, Dapi, Dounan, Gukeng |       | [ 5 ] [ 34 ]        |
| Landkreis Changhua 1 彰化縣1 | 253.540          | 199,05   | 1.273,75  | Shengang, Xianxi, Hemei, Lukang, Fuxing, Xiushui |       | [ 5 ] [ 35 ]        |
| Landkreis Changhua 2 彰化縣2 | 241.162          | 140,06   | 1.721,85  | Stadt Changhua, Huatan, Fenyuan |       | [ 5 ] [ 35 ]        |
| Landkreis Changhua 3 彰化縣3 | 270.719          | 381,76   | 709,13    | Fangyuan, Erlin, Puyan, Xihu, Puxin, Dacheng, Zhutang, Pitou, Beidou, Xizhou |       | [ 5 ] [ 35 ]        |
| Landkreis Changhua 4 彰化縣4 | 263.751          | 353,53   | 746,05    | Dacun, Yuanlin, Yongjing, Shetou, Tianwei, Tianzhong, Ershui |       | [ 5 ] [ 35 ]        |